# Volo Silk Way Airlines 995
Il 6 luglio 2011, un Ilyushin Il-76TD cargo di Silk Way Airlines in volo da Baku, in Azerbaigian, alla base aerea di Bagram in Afghanistan, si schiantò contro il fianco di una montagna a un'altitudine di 12 500 piedi (3 800 m) mentre scendeva di notte verso Bagram. Tutte le nove persone a bordo rimasero uccise.
Nonostante le iniziali affermazioni dei ribelli talebani di aver abbattuto l'aereo, non vennero trovate prove di interferenze esterne, mentre l'analisi dei registratori di volo suggerì che l'incidente era stato un caso di volo controllato contro il suolo.

## L'aereo
Il velivolo coinvolto nell'incidente era un Ilyushin Il-76TD costruito nel 2005, avente registrazione 4K-AZ55 e numero di serie 2053420680, ed era di proprietà di Silk Way Holding, società partner di Azerbaijan Airlines. Dotato di quattro turboventole Solov'ëv D-30, l'aereo aveva ricevuto l'ultima revisione completa nel 2011 e aveva superato l'ispezione programmata un mese prima dello schianto. L'Autorità per l'aviazione civile azera dichiarò che il comandante, nato nel 1969, aveva un'esperienza di oltre 4 570 ore di volo al momento dell'incidente.

## L'incidente
L'aereo era decollato dall'Aeroporto di Baku alle 16:26 GMT del 5 luglio 2011 e sarebbe dovuto atterrare alla base aerea di Bagram alle 21:10 GMT. Poco prima di atterrare a Bagram il velivolo scomparve dagli schermi radar; un controllore del traffico aereo di Kabul dichiarò di aver visto un lampo in cielo ad un'altezza di 13 000 piedi (4 000 m) e ad una distanza di circa 25 km dal suo punto di osservazione; venne poi confermato che l'aereo si era schiantato sul fianco di una montagna a 12 500 piedi (3 800 m) di altitudine. Secondo l'Autorità azera per l'aviazione civile i piloti non avevano segnalato nessun problema a bordo prima dell'incidente. Silk Way Airlines interruppe i suoi voli verso l'Afghanistan il giorno seguente, per riprenderli il 21 luglio. In seguito allo schianto, il velivolo si disintegrò in decine di parti e si incendiò. 
Il relitto dell'Il-76 venne localizzato il giorno seguente nel distretto di Ghorband, a circa 50 km a nord-ovest di Kabul. Tutte le nove persone a bordo erano morte. Il ministro degli Esteri azero, Elmar Mammadyarov, dichiarò che il luogo dell'incidente era difficile da raggiungere non solo a causa della presenza dei talebani nella regione, ma anche a causa del terreno impervio.

## Le indagini
Una commissione investigativa venne istituita dall'Autorità per l'aviazione civile dell'Afghanistan, assistita dalle autorità azere e dal Comitato interstatale per l'aviazione (IAC) della Russia.
Il 25 luglio, i resti dei membri dell'equipaggio furono consegnati all'Associazione per l'esame medico legale e l'anatomia patologica del Ministero della Salute dell'Azerbaigian a Baku.
Il 15 agosto, il registratore vocale della cabina di pilotaggio (CVR) venne inviato a Mosca. I membri della IAC e i rappresentanti di Afghanistan, Azerbaigian e Uzbekistan scaricarono con successo le informazioni registrate. L'analisi del CVR suggeriva che al momento dell'incidente l'aereo fosse sotto il controllo del comandante e che, contrariamente alla prassi normale, egli stava volando a vista e senza l'assistenza del controllo del traffico aereo di Bagram. Il vicepresidente della commissione d'inchiesta affermò inoltre che l'aereo aveva deviato dalla rotta stabilita.